# Go and Get It
Go and Get It è un film del 1920 diretto da Marshall Neilan e da Henry Roberts Symonds.
La storia, scritta per lo schermo da Marion Fairfax, è una commedia dai toni drammatici e fantasy incentrata su un'indagine giornalistica. Marshall Neilan si assicurò i servizi di un gruppo di noti giornalisti che apparirono nel film, tra i quali Samuel G. Blythe, Myles Lasker, Ring Lardner, Irvin S. Cobb, Arthur Brisbane e Robert Edgren.
Il film ebbe un remake nel 1941 dalla Paramount con il titolo The Monster and the Girl.

## Trama
L'editore Gordon cospira con un editore rivale per sabotare il proprio giornale in modo da ottenerne il pieno controllo. Helen Allen, la proprietaria, che ha ereditato il giornale da suo padre, ha qualche sospetto e, volendo indagare, si fa assumere sotto falso nome. Viene aiutata dal reporter Kirk Connelly, stanco di essere scavalcato sempre da altri giornali che si impadroniscono dei suoi articoli. Sulle tracce di un feroce assassino che ha ucciso, tra gli altri, anche il dottor Ord, un celebre chirurgo, Kirk - indagando sulla vicenda - viene coinvolto in una serie di pericolose avventure. Ma, alla fine, ottiene un clamoroso scoop scoprendo che il serial killer è un gorilla al quale il dottor Ord aveva trapiantato il cervello di un omicida. I suoi articoli gli procurano una meritata fama e mettono in luce anche il sistema che legava Gordon ai giornali rivali. La tresca viene scoperta, Gordon esautorato mentre Helen e Kirk convolano a giuste nozze.

## Produzione
Il film fu prodotto dalla Marshall Neilan Productions.

## Distribuzione
Distribuito dalla First National Exhibitors' Circuit, uscì nelle sale cinematografiche statunitensi il 18 luglio 1920. Venne distribuito sul mercato internazionale, uscendo in Finlandia il 18 marzo 1923. In Danimarca, ha il titolo Avisdrengen Dinty.